# Thorolf Kveldulfsson
Thorolf Kveldulfsson (nórdico antiguo: Þórolfr Kveld-Úlfsson, 846-873) era el hijo mayor de Ulf Bjalfason, caudillo vikingo y hersir de Noruega y hermano del famoso goði y escaldo Skalla-Grímr Kveldulfsson. Thorolf se muestra como un héroe en la primera parte de la saga de Egil, según la saga, sirvió en el hird del rey Harald I de Noruega y luchó en el mismo barco real durante la batalla de Hafrsfjord. Tras el triunfo de Harald, Thorolf se convirtió en gobernador sobre la región septentrional de Noruega y responsable de los tributos que debían prestar los Saami a la corona. Como caudillo noruego tomó parte en una expedición junto a su aliado, el rey finés Faravid de Kvenland contra los invasores karelianos.
Thorolf estuvo involucrado en una disputa por herencia con los hermanos Hraerek y Harek, parientes  de Barð Brynjolfsson, amigo íntimo de Thorolf que casó con su viuda, Sigrid. Ambos instigaron contra Thorolf en la corte del rey Harald hasta que la situación derivó en una amarga confrontación que incluso provocó que el padre de Thorolf renunciase a jurar lealtad a la corona. Finalmente, temeroso que Thorolf ganase más poder, el rey Harald lo emboscó en Sandnes y fue asesinado.
Skalla Grimr fue con Olvir Hnufa, su tío maternal, a comparecer frente al rey para pedir justicia y compensación, pero fueron expulsados de la corte. Junto a su padre Kveldulf, y otro pariente Ketil Trout, tomaron la justicia por su cuenta y mataron a los asesinos para luego escapar hacia Islandia.